# KBMY
KBMY est une station de télévision américaine affilié au réseau ABC détenue par le groupe Forum Communications et située à Bismarck dans le Dakota du Nord sur le canal 17. La chaîne est gérée par Reiten Television qui gère aussi les chaînes affiliées à CBS.
La chaîne est couplée avec KMCY, diffusée sur le canal 14 autour de Minot et partage la majorité de son contenu exception faite des publicités locales. Les autres chaînes du groupe Forum Communications détient aussi les chaînes WDAY-TV (en) à Fargo et WDAZ-TV (en) à Grand Forks.

## Diffusion
| KBMY | KMCY | Format | Image | Programmation        |
| ---- | ---- | ------ | ----- | -------------------- |
| 17.1 | 14.1 | 720p   | 16:9  | KBMY-KMCY / ABC HD   |
| 17.2 | 14.2 | 480i   | 16:9  | Justice Network (en) |
| 17.3 | 14.3 | 720p   | 16:9  | Xtra / MyNetworkTV   |
| 17.4 | 14.4 | 480i   | 16:9  | Ion Television       |